# Retour à Cherchell
 (janvier 2025).
La mise en forme du texte ne suit pas les recommandations de Wikipédia : il faut le « wikifier ».
Les points d'amélioration suivants sont les cas les plus fréquents :
- Les titres sont pré-formatés par le logiciel. Ils ne sont ni en capitales, ni en gras.
- Le texte ne doit pas être écrit en capitales (les noms de famille non plus), ni en gras, ni en italique, ni en « petit »…
- Le gras n'est utilisé que pour surligner le titre de l'article dans l'introduction, une seule fois.
- L'italique est rarement utilisé : mots en langue étrangère, titres d'œuvres, noms de bateaux, etc.
- Les citations ne sont pas en italique mais en corps de texte normal. Elles sont entourées par des guillemets français : « et ».
- Les listes à puces sont à éviter, des paragraphes rédigés étant largement préférés. Les tableaux sont à réserver à la présentation de données structurées (résultats, etc.).
- Les appels de note de bas de page (petits chiffres en exposant, introduits par l'outil «  Source ») sont à placer entre la fin de phrase et le point final[comme ça].
- Les liens internes (vers d'autres articles de Wikipédia) sont à choisir avec parcimonie. Créez des liens vers des articles approfondissant le sujet. Les termes génériques sans rapport avec le sujet sont à éviter, ainsi que les répétitions de liens vers un même terme.
- Les liens externes sont à placer uniquement dans une section « Liens externes », à la fin de l'article. Ces liens sont à choisir avec parcimonie suivant les règles définies. Si un lien sert de source à l'article, son insertion dans le texte est à faire par les notes de bas de page.
- La présentation des références doit suivre les conventions bibliographiques. Il est recommandé d'utiliser les modèles {{Ouvrage}}, {{Chapitre}}, {{Article}}, {{Lien web}} et/ou {{Bibliographie}}. Le mode d'édition visuel peut mettre en forme automatiquement les références.
- Insérer une infobox (cadre d'informations à droite) n'est pas obligatoire pour parachever la mise en page.

Pour une aide détaillée, merci de consulter Aide:Wikification.
Si vous pensez que ces points ont été résolus, vous pouvez retirer ce bandeau et améliorer la mise en forme d'un autre article.
Pour plus de détails, voir Fiche technique et Distribution.
Retour à Cherchell est un téléfilm français réalisé par André Cayatte sorti en 1983.
Il a été diffusé en prélude du débat de l'émission Les Dossiers de l'écran  du 5 avril 1983 : Pour ceux d'Algérie, que reste-t-il du passé ?

## Synopsis
Ce téléfilm raconte l’histoire d’un pied-noir qui, vingt ans après l’indépendance de l’Algérie, décide de prendre le risque de retourner sur sa terre natale. À travers son voyage, il confronte son passé, ses souvenirs et la réalité d’un pays qui a changé.

## Fiche technique
- Titre original : Retour à Cherchell
- Réalisation : André Cayatte
- Scénario et dialogues : Henri Coupon, André Cayatte
- Photographie : Jean-Paul Rabie
- Musique : Betty Willemetz
- Durée : 84 minutes
- Date de sortie : 1983

## Distribution
- Maurice Biraud : Marcel Aubert
- Catherine Rouvel : Josette
- Fernand Berset : Mr. Sheller
- Hubert Colas : Marcel, jeune
- Anna Condo : Josette, jeune
- Tania Devis : Tsouria
- Danièle Evenou : Marie
- Edgar Givry : Jean-Pierre
- Hassan El-Hassani : Mouloud
- Yannick Luce : Jean-Paul
- Emmanuelle Merlin : Marie, jeune
- Paule Noëlle : Nathalie
- Saïd Hilmi : Harki
- Paul Savatier : Noblet
- Garidi Belaid
- Hafouda Boubekeur
- Pierre Bouchaud
- Gildas du Chambon
- Amine Cherif Slimane
- Corinne Corson
- Jean-Pierre Delage
- Abderrahmane El Kebir
- Ali Fedhi
- Dominique Lebreton
- Henri Lombard
- Raymond Louzoum
- Frédéric Martin
- Daniel Michot
- Mohamed Niha
- Habibi Omar
- Marcel Philippot
- Paul Rieger
- Tony Rödel
- Cynthia Sidney
- André Tissot-Rosset
- Simone Vignote